# Lisa McClain

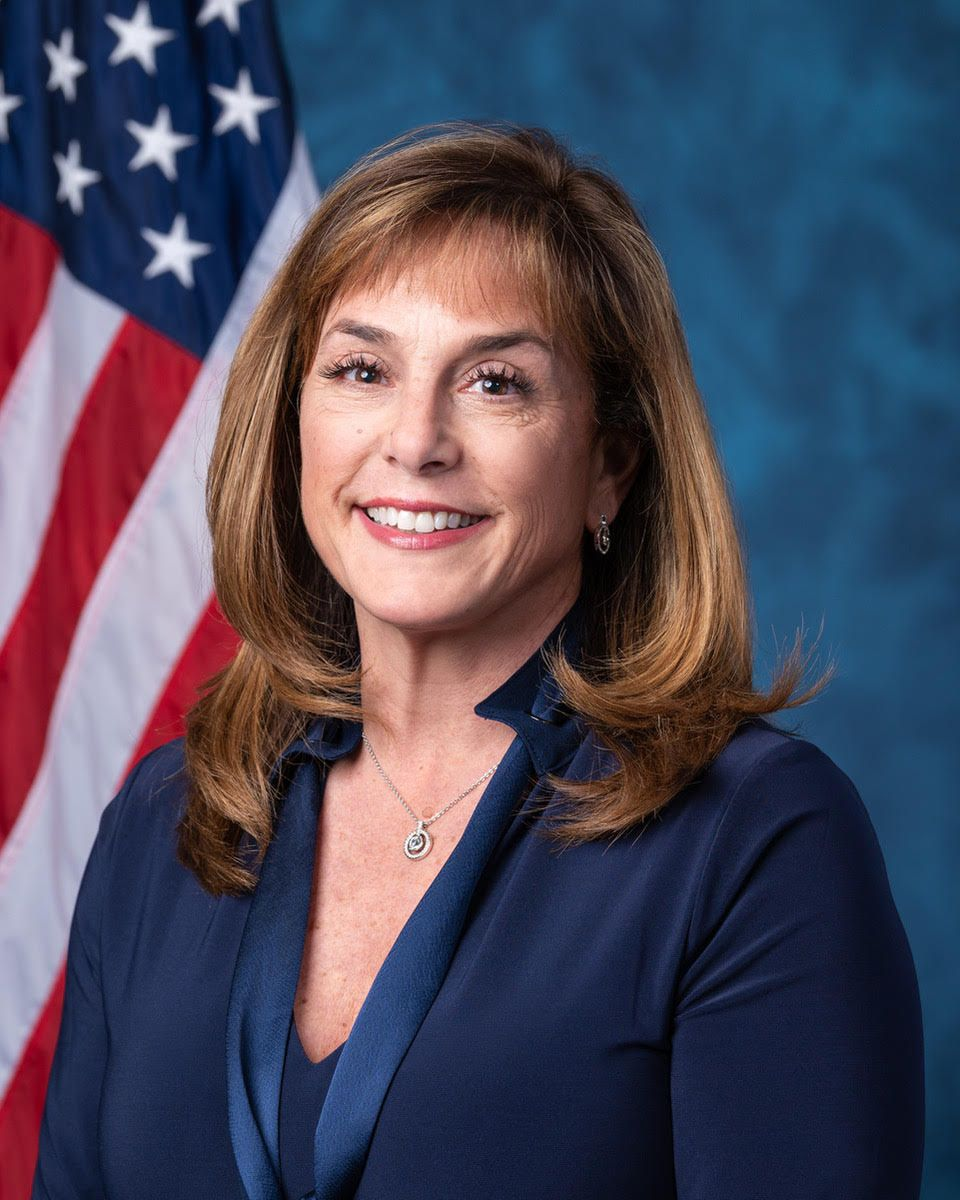
Lisa McClain (2021)

Lisa Carmella McClain (* 7. April 1966 in Michigan) ist eine US-amerikanische Politikerin der Republikanischen Partei. Von Januar 2021 bis Januar 2023 vertrat sie den zehnten Distrikt des Bundesstaats Michigan im Repräsentantenhaus der Vereinigten Staaten und seither den neunten Distrikt. Seit November 2024 ist sie Republican Conference Chair.

## Leben
Lisa McClain besuchte die Stockbridge High School und das Lansing Community College, bevor sie die Northwood University, Midland, Michigan mit einem Bachelor of Arts abschloss.
Sie ist verheiratet und hat mit ihrem Mann Mike vier Kinder, zwei Töchter und zwei Söhne. Das Paar lebt im Bruce Township (Michigan). McClain ist römisch-katholischer Konfession.

## Politik
Bei den Wahlen zum US-Kongress im Jahr 2020 setzte sie sich mit 66,3 % gegen ihre demokratische Konkurrentin Kimberly Bizon durch, und folgte damit Paul Mitchell, der nicht mehr antrat. Die Primary (Vorwahl) ihrer Partei, nunmehr für den neunten Distrikt, konnte sie gegen Michelle Donovan für sich entscheiden. Sie trat am 8. November 2022 gegen Brian Steven Jaye von der Demokratischen Partei sowie Jacob Kelts von der Libertarian Party und Jim Walkowicz von der Working Class Party an und siegte mit 63,9 %. Bei der folgenden Kongresswahl 2024 hatte sie Bei der Republikanischen Vorwahl im 9. Kongresswahlbezirk keine Herausforderer. In der Hauptwahl gegen den Demokraten Clinton St. Mosley und zwei writers Kandidaten erhielt Lisa McClain 66,8 % der Stimmen und gewann. Ihre aktuelle Legislaturperiode im Repräsentantenhaus des 119. Kongresses läuft bis zum 3. Januar 2027.
Nachdem Elise Stefanik von Donald Trump für den Posten einer Botschafterin bei den Vereinten Nationen benannt worden war, wurde McClain im November 2024 zum Republican Conference Chair gewählt.

### Ausschüsse
McClain ist aktuell Mitglied in folgenden Ausschüssen des Repräsentantenhauses:
- Committee on Armed Services
  - Military Personnel
  - Readiness
- Committee on Education and Labor
  - Civil Rights and Human Services
  - Higher Education and Workforce Investment